# Juraj Mikuš
Juraj Mikuš (* 30. November 1988 in Trenčín, Tschechoslowakei) ist ein slowakischer Eishockeyspieler, der seit Mai 2022 beim HC Vítkovice in der tschechischen Extraliga unter Vertrag steht.

## Karriere
Juraj Mikuš begann seine Karriere als Eishockeyspieler in seiner Heimatstadt im Nachwuchsbereich des HC Dukla Trenčín. Für dessen Profimannschaft gab der Verteidiger in der Saison 2006/07 sein Debüt in der Extraliga. In seinem Rookiejahr blieb er in insgesamt 29 Spielen punkt- und straflos. Daraufhin wurde der Linksschütze im NHL Entry Draft 2007 in der fünften Runde als insgesamt 134. Spieler von den Toronto Maple Leafs ausgewählt. Zunächst blieb er noch weitere zwei Jahre in seiner slowakischen Heimat bei Dukla Trenčín, bevor er zur Saison 2009/10 nach Nordamerika beordert wurde. Dort wurde der Slowake in den Kader der Toronto Marlies, dem Farmteam der Maple Leafs, aus der American Hockey League aufgenommen. In den folgenden drei Spieljahren absolvierte Mikuš über 200 AHL-Partien für die Marlies, erhielt aber nie die Chance, für die Maple Leafs zu spielen. Daher entschloss er sich 2012 zu einer Rückkehr nach Europa, wo er ab Juni 2012 beim HC Lev Prag in der Kontinentalen Hockey-Liga unter Vertrag stand.
In der Saison 2013/14 kam er nur unregelmäßig zum Einsatz. Anfang Juli 2014 zog sich Lev Prag vom KHL-Spielbetrieb zurück und Mikuš wechselte zum HC Sparta Prag aus der tschechischen Extraliga. Für Sparta spielte er bis 2018 und erreichte mit diesem 2016 die tschechische Vizemeisterschaft. Nach der Saison 2017/18 wechselte er zunächst zum HC Kometa Brno, wurde jedoch nach wenigen Monaten an den HC Dynamo Pardubice ausgeliehen. Im Mai 2020 wurde er dann fest von Pardubice verpflichtet. Im Mai 2022 verließ er den HCP und wurde vom HC Vítkovice verpflichtet. 

### International
Für die Slowakei nahm Mikuš an der U18-Junioren-Weltmeisterschaft 2006 sowie der U20-Junioren-Weltmeisterschaft 2008 teil.